# Rodan (komputer)
Rodan – rodzina mobilnych komputerów III generacji (układy scalone) do zastosowań militarnych będących zminiaturyzowaną i odporną na drgania wersją komputerów Odra 1300. Produkowany seryjnie w Zakładach Elektronicznych Elwro we Wrocławiu.
Komputer przeznaczony był do sterowania i wykorzystywany do kierowania ogniem artyleryjskim, w systemach radiolokacji aktywnej i pasywnej oraz planowaniu sztabowym. Dla przyspieszenia obliczeń posiadały zmodyfikowaną listę rozkazów.
Czechosłowackie zakłady Tesla wykorzystywały je jako przeliczniki w systemach radiolokacji biernej RAMONA i TAMARA.

## Wersje
- Rodan 10 – wzorowany na komputerze Odra 1325
- Rodan 10/79 – Rodan 10 z dwiema pamięciami kasetowymi PK-1
- Rodan 15 – wzorowany na komputerze Odra 1305

## Produkcja
- Rodan 10 – w latach 1974–1986 wyprodukowano 135 szt.
- Rodan 15 – wyprodukowano 34 szt., ostatnie w roku 1991[3]

Zachowany egzemplarz znajduje się w posiadaniu Polskiego Towarzystwa Informatycznego (dar Muzeum Orła Białego).